# Diocesi di Guarulhos
La diocesi di Guarulhos (in latino: Dioecesis Guaruliensis) è una sede della Chiesa cattolica in Brasile suffraganea dell'arcidiocesi di San Paolo. Nel 2021 contava 887.760 battezzati su 1.399.470 abitanti. È retta dal vescovo Edmilson Amador Caetano, O.Cist.

## Territorio
La diocesi comprende il comune di Guarulhos, nella parte sud-orientale dello stato brasiliano di San Paolo.
Sede vescovile è la stessa città di Guarulhos, dove si trova la cattedrale dell'Immacolata Concezione.
Il territorio si estende su una superficie di 341 km² ed è suddiviso in 45 parrocchie, raggruppate in 5 zone pastorali: Nossa Senhora da Conceição, Nossa Senhora do Rosario, Nossa Senhora Aparecida, Nossa Senhora do Bonsucesso e Nossa Senhora de Fátima.

## Storia
La diocesi è stata eretta il 30 gennaio 1981 con la bolla Plane intellegitur di papa Giovanni Paolo II, ricavandone il territorio dalla diocesi di Mogi das Cruzes.

## Cronotassi dei vescovi
Si omettono i periodi di sede vacante non superiori ai 2 anni o non storicamente accertati.
- Giovanni Bergese † (11 febbraio 1981 - 5 maggio 1991 nominato arcivescovo di Pouso Alegre)
- Luís Gonzaga Bergonzini † (4 dicembre 1991 - 23 novembre 2011 ritirato)
- Joaquim Justino Carreira † (23 novembre 2011 - 1º settembre 2013 deceduto)
- Edmilson Amador Caetano, O.Cist., dal 29 gennaio 2014

## Statistiche
La diocesi nel 2021 su una popolazione di 1.399.470 persone contava 887.760 battezzati, corrispondenti al 63,4% del totale.
| anno | popolazione | popolazione | popolazione | presbiteri | presbiteri | presbiteri | presbiteri                | diaconi | religiosi | religiosi | parrocchie |
| anno | battezzati  | totale      | %           | numero     | secolari   | regolari   | battezzati per presbitero | diaconi | uomini    | donne     | parrocchie |
| ---- | ----------- | ----------- | ----------- | ---------- | ---------- | ---------- | ------------------------- | ------- | --------- | --------- | ---------- |
| 1990 | 650.000     | 736.000     | 88,3        | 39         | 35         | 4          | 16.666                    |         | 11        | 96        | 28         |
| 1999 | 800.000     | 1.100.000   | 72,7        | 43         | 41         | 2          | 18.604                    | 1       | 22        | 72        | 29         |
| 2000 | 800.000     | 1.100.000   | 72,7        | 45         | 43         | 2          | 17.777                    | 1       | 25        | 73        | 32         |
| 2001 | 769.891     | 1.071.266   | 71,9        | 45         | 43         | 2          | 17.108                    | 1       | 19        | 81        | 32         |
| 2002 | 780.000     | 1.200.000   | 65,0        | 41         | 39         | 2          | 19.024                    | 1       | 14        | 76        | 32         |
| 2003 | 790.000     | 1.250.000   | 63,2        | 44         | 42         | 2          | 17.954                    | 1       | 18        | 74        | 33         |
| 2004 | 790.000     | 1.220.000   | 64,8        | 48         | 45         | 3          | 16.458                    | 1       | 19        | 73        | 34         |
| 2006 | 809.000     | 1.249.000   | 64,8        | 46         | 43         | 3          | 17.586                    | 1       | 13        | 57        | 34         |
| 2013 | 886.000     | 1.368.000   | 64,8        | 58         | 53         | 5          | 15.275                    |         | 20        | 114       | 37         |
| 2016 | 858.000     | 1.324.781   | 64,8        | 60         | 58         | 2          | 14.300                    |         | 17        | 80        | 40         |
| 2019 | 873.900     | 1.377.640   | 63,4        | 74         | 71         | 3          | 11.809                    | 3       | 12        | 87        | 42         |
| 2021 | 887.760     | 1.399.470   | 63,4        | 76         | 73         | 3          | 11.681                    | 3       | 5         | 83        | 45         |